# Веселухи
Веселу́хи (рос. Веселухи) — присілок у складі Орічівського району Кіровської області, Росія. Входить до складу Кучелапівського сільського поселення.
Населення становить 3 особи (2010, 5 у 2002).
Національний склад станом на 2002 рік — росіяни 100 %.